# Ridderzaal

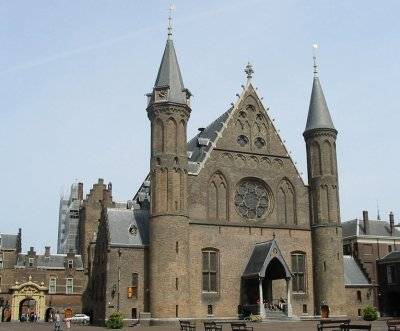
Ridderzaal

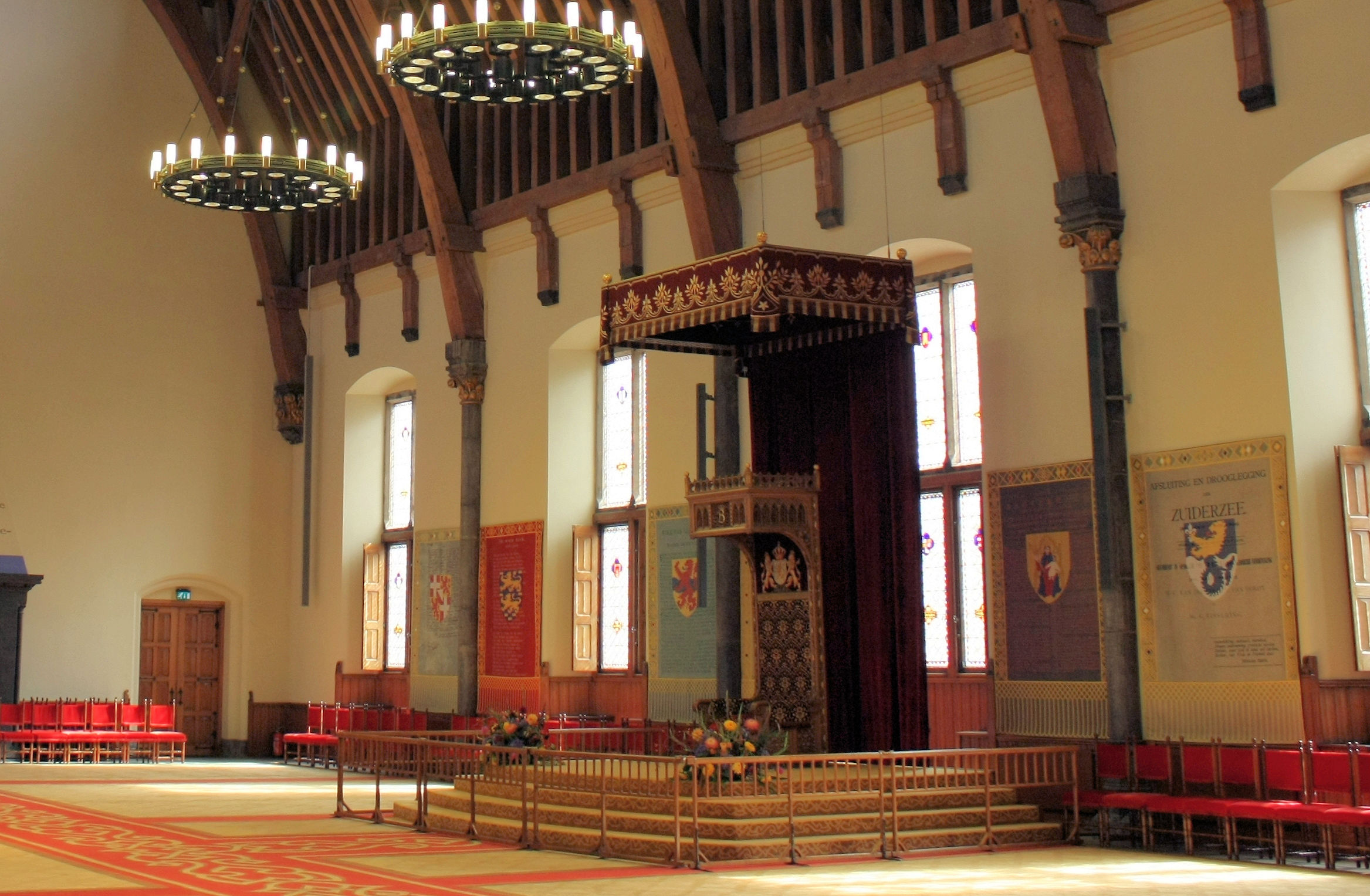
Trono del Ridderzaal

El Ridderzaal (Sala de los Caballeros) es el edificio principal del Binnenhof en la La Haya, en los Países Bajos. Es utilizado desde 1904 para la ceremonia de la apertura de las sesiones parlamentarias que cada año se celebra el  tercer martes de septiembre (Prinsjesdag), cuando el monarca se dirige al Parlamento en la carroza dorada para pronunciar allí el discurso del trono. También se utiliza para las recepciones reales oficiales y las conferencias interparlamentarias.
Iniciado por Guillermo de Holanda, el Ridderzaal acabó de construirse bajo el reinado de  Florencio V, probablemente hacia 1290. Más tarde, se construyeron otros edificios alrededor que se adicionaron al Ridderzaal. Durante de la República Bátava, el edificio fue dedicado a otros fines, entre ellos la venta de libros o la lotería nacional. En el trascurso del siglo XIX, una serie de dependencias del Ridderzaal fueron demolidas; el techo fue igualmente destruido para ser reconstruido en vidrio y acero, antes de ser de nuevo destruido y restaurado, doce años más tarde, con una réplica del tejado del siglo XIII. El  Ridderzaal fue restaurado en su totalidad entre 1898 y  1904 para su actual uso.
Esta gran sala gótica (38 metros por 18 metros) posee unas bellas vidrieras que representan los escudos de las ciudades neerlandesas y los emblemas nobiliarios de las principales familias de los Países Bajos. La pesada estructura del techo de madera, con sus vigas de 18 metros de longitud, situadas a 26 metros de altura, da al visitante la impresión de encontrarse en el interior de un gran navío invertido.